# Ossínovka (Romànovka)
|  | Per a altres significats, vegeu «Ossinovka». |

Ossínovka (en rus: Осиновка) és un poble de l'óblast de Saràtov, a Rússia, segons el cens del 2010 tenia 313 habitants. Pertany al districte municipal de Romànovka.